# Sematophyllum reitzii
Sematophyllum reitzii är en bladmossart som beskrevs av Edwin Bunting Bartram 1952. Sematophyllum reitzii ingår i släktet Sematophyllum och familjen Sematophyllaceae. Inga underarter finns listade i Catalogue of Life.